# Урад-Цяньци
Урад-Цяньци (кит. упр. 乌拉特前旗, пиньинь Wūlātè Qián qí) — хошун городского округа Баян-Нур автономного района Внутренняя Монголия (КНР). Название хошуна означает «Урадское переднее знамя».

## История
При империи Цин в 1648 году Урадская степь была разделена на три хошуна (Урад-Цяньци, Урад-Чжунци и Урад-Хоуци), подчинённые аймаку Уланчаб.
После Синьхайской революции эти земли формально вошли в состав уезда Уюань, однако на деле органы власти уезда и хошуна существовали параллельно. В 1931 году был также образован отдельный уезд Аньбэй (安北县)
В 1954 году провинция Суйюань была расформирована, и хошун Урад-Цяньци вошёл в состав аймака Уланчаб, а уезд Аньбэй — Административного района Хэтао (河套行政区) Внутренней Монголии. В 1958 году административный район Хэтао был присоединён к аймаку Баян-Нур, а уезд Аньбэй — к хошуну Урад-Цяньци. В марте 1960 года хошун Урад-Цяньци был переведён в состав городского округа Баотоу, однако в ноябре 1963 года вернулся в аймак Баян-Нур.
1 декабря 2003 года решением Госсовета КНР аймак Баян-Нур был преобразован в городской округ.

## Административное деление
Хошун делится на 9 посёлков и 2 сомона.